# New Vrindaban
New Vrindaban è un'area non incorporata e comunità internazionale dell'ISKON (movimento Hare Krishna) situata nella Contea di Marshall vicino a Moundsville, Virginia Occidentale. La città ha una superficie di 1,204 acri (4.87 km²) (dei quali 0.1 km² è di acqua).